# Военно-полевая хирургия

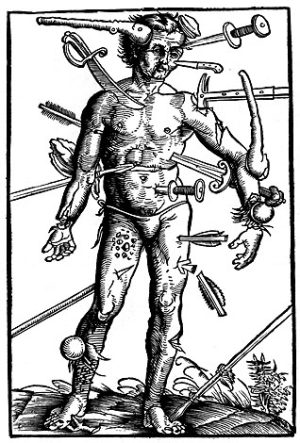
Иллюстрация, показывающая многообразие ранений из книги Feldbuch der Wundarznei (Полевое руководство по обработке ран) Ганса фон Герсдорфа, (1517).

Военно-полевая хирургия — хирургия в условиях военных (боевых) действий, а также медицинская дисциплина, направленная на организацию лечения и лечение боевых травм. 
Военно-полевая хирургия — раздел хирургии и военной медицины, объектом изучения которого являются патология боевых повреждении, их диагностика, клиническое течение и методы лечения, а также организация оказания хирургической помощи раненым и пораженным на этапах медицинской эвакуации в действующей армии и в тылу страны. Возникновение военно-полевой хирургии непосредственно связано с деятельностью выдающегося русского хирурга Николая Ивановича Пирогова во время Севастопольской военной кампании 1853—1856 годов, где он применил несколько новаторских методов лечения раненых, которые и определили направление деятельности военно-полевой хирургии.

## Особенности военно-полевой хирургии
В отличие от общей хирургии, военно-полевая хирургия также разрабатывает методы лечения раненых в условиях боевых действий, но при этом акцент делается на сохранение жизни после ранения и эвакуацию вначале в полевой госпиталь, а затем в тыл.
Военный хирург — это не только хирург широкого профиля, осуществляет непосредственное хирургическое лечение раненых на соответствующем этапе эвакуации, но также организатор помощи раненым в условиях боевых действий, он определяет целесообразность оказания медицинской помощи на месте или эвакуации — выполняет медицинскую сортировку.

## История
Методы лечения в условиях ведения боевых действий имеют глубокую историю. Ещё в войсках Древнего Египта существовали перевязочные пункты. Легионеров Древнего Рима обслуживали постоянные команды врачей, имелись невооружённые депутаты, которые выносили раненых с поля боя.
Сыновья Асклепия (бога медицины) хирурги Махаон и Подалирий осуществляли врачебную помощь при войске греков во время Троянской войны в XII веке до н. э.. О них в Илиаде сказал Гомер: «Сотни воителей стоит один врачеватель искусный». В эпоху холодного оружия преобладали размозжённые, резаные и колотые раны. Грамотное вынимание стрел из раны считалось в ту эпоху признаком искусности врача. Для ушивания ран начали применяться бронзовые иглы и нити из бараньих кишок. С целью предотвращения гниения ран применяли прижигание огнём и накалённым металлом. Раны перевязывали чистой материей.

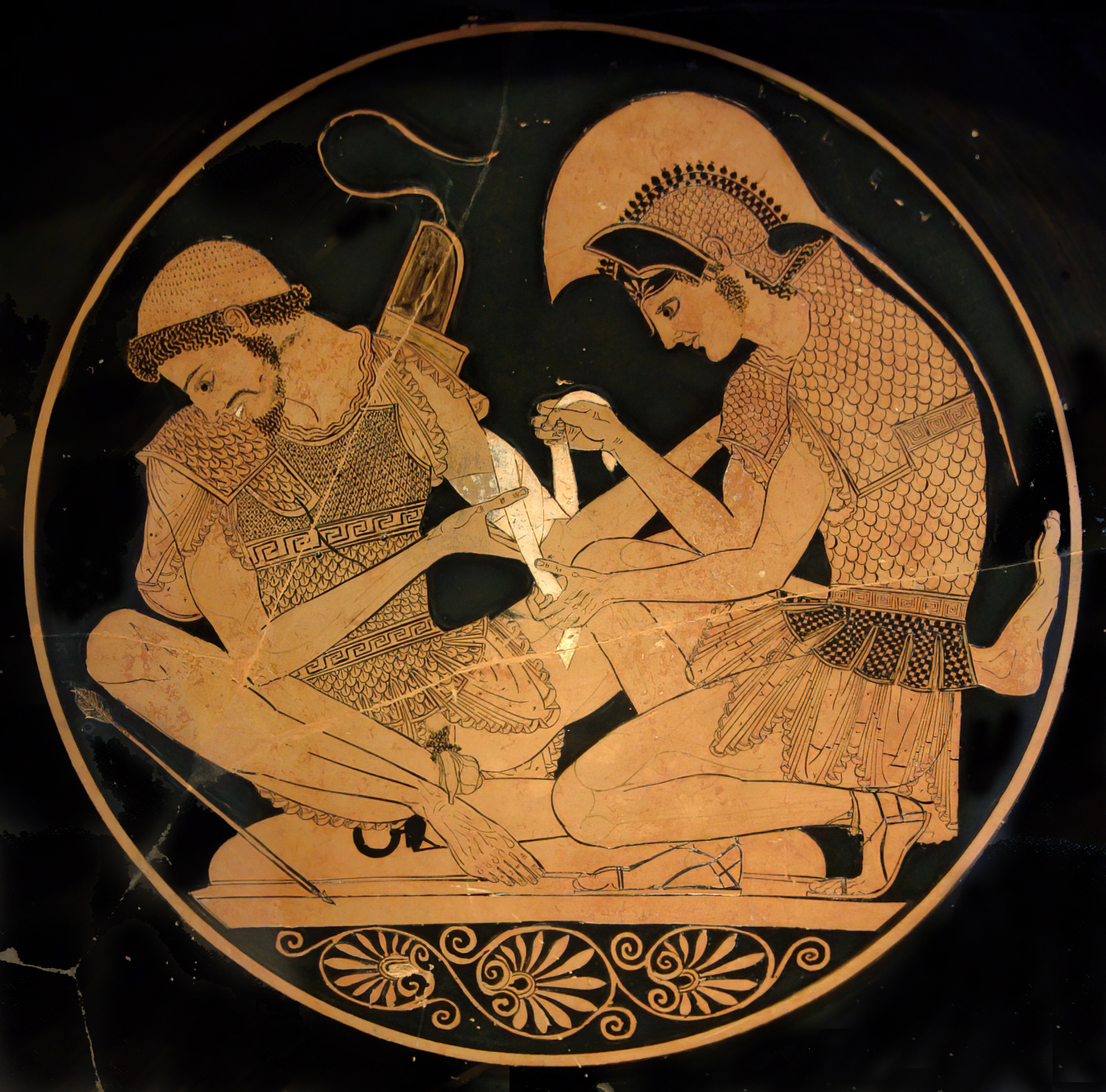
Ахилл перевязывает рану Патроклу

В войсках Древней Руси воины носили с собой платки (убрусы) для перевязки ран, а для остановки кровотечения использовали жгут.
Полковые врачи упоминаются в разрядных списках с 1616 года.
С распространением огнестрельного оружия военно-полевая хирургия сконцентрировалась на лечении огнестрельных ран.
В 1847 году Н. И. Пирогов впервые в военных условиях применил общую анестезию (наркоз), что дало возможность выполнять сложные хирургические операции. С его именем также связаны и другие достижения, в частности достижения в области антисептики. До Пирогова военно-полевой хирургии, как отдельной дисциплины не существовало,  хотя и были известны многие врачи, прославившиеся своей хирургической деятельностью во время войн XVIII и XIX века.
С развитием артиллерии в XIX веке сильно увеличилось число осколочных ранений, что потребовало разработки новых методов иссечения поражённых тканей. Так, например, в России первые массовые тяжёлые повреждения от огнестрельного оружия наблюдались в Отечественную войну 1812 года и затем в русско-турецких войнах XIX столетия, что дало возможность Пирогову говорить о «травматических эпидемиях».
Значительные изменения в теорию и практику военно-полевой хирургии внесла Вторая мировая война. Громадный опыт советской военной медицины за время ВОВ — наибольший опыт из всех воевавших стран — обобщён в многотомном труде "Опыт советской медицины в Великой Отечественной войне 1941—1945 гг: Коллектив авторов, 1949-1955 г." - 35 томов. Эпохальным событием в военно-полевой хирургии стало широкое применение пенициллина, начиная с 1941 — 1942 года, которое предотвратило и исцелило гнойные осложнения ран, сохранило жизнь и здоровье огромному количеству раненых.
С появлением химического и ядерного оружия перед военными хирургами встали новые задачи, над которыми они работают в мирное время.

## Хронология медицинских достижений на поле боя
- В 1403 году во время битвы при Шрусбери, с лица 16-летнего принца Генри с помощью специально разработанного хирургического инструмента была удалена стрела.
- Специальный транспорт для эвакуации раненных солдат с поля боя впервые использовали испанские войска во время осады Малаги (1487).
- Французский военный хирург Амбруаз Паре (1510—1590) заложил основы современной военно-полевой хирургии. Он ввёл захватывание кровоточащих сосудов инструментами и их лигатуру для остановки кровотечения во время ампутации. Паре также ввёл мазь для лечения боевых ран, в которой в качестве антисептика использовался скипидар.
- Французский военный хирург Жан-Доминик Ларрей во время наполеоновских войн (1803—1815) ввёл практику триажа то есть сортировки раненных в зависимости от тяжести полученных в бою травм.
- В 1847 году хирург и анатом Николай Иванович Пирогов вторым в мире применил эфир, как анестетик, в военно-полевых условиях. Первое применение эфира произошло примерно полугодом ранее, во время Американо-Мексиканской войны[7], однако, Пирогов документировал свои работы гораздо полнее и впоследствии издал. Во время Севастопольской военной кампании (Крымской войны) 1853—1856 г. Н. И. Пирогов впервые в мире массово использовал наркоз. Там же он впервые в мире массово применил гипсовую повязку для иммобилизации перелом костей, и впервые использовал ее для транспортной иммобилизации. Там же он изобрел «фабричный способ проведения операций», переизобретенный во время обороны Севастополя в 1941 как «конвейерный метод».